# Санталья, Даниэль
Даниэль Санталья Торрес — боливийский политический, ранее профсоюзный деятель, занимавший пост министра труда и социальной защиты Боливии с 2 июня 2011 года по 22 января 2015 года во время второго срока президента Эво Моралеса.

## Биография
Санталья родился в Гуаки, департамент Ла-Пас. Он получил степень по политологии в Университете Сан-Андрес в Ла-Пасе.
С юношеских лет был противником диктатуры Уго Бансера (1971—1978). В 1978 году стал активистом политической партии Левое революционное движение (Movimiento de Izquierda Revolucionaria, MIR) бывшего президента Хайме Паса Саморы; в этой партии Санталья пребывал до 1984 года, когда он присоединился к MIR-Массы.
Он был профсоюзным лидером политически активного трудового коллектива текстильной фабрики SAID в течение 25 лет, а с 1983 года занимал должность генерального секретаря здешнего профсоюза. Затем поднялся до должности исполнительного Национальной конфедерации фабрично-заводских рабочих и генерального секретаря Боливийского рабочего центра (COB) с 1989 по 1992 год .
В 1990 году вступил в левоцентристскую партию Движение за свободную Боливию, но пробыл в ней только до 1992 года, а затем присоединился к популистской партии политического журналиста Карлоса Паленке Авилеса «Совесть Отечества» (CONDEPA). Баллотируясь от последней, в 1993 году был избран депутатом Национального конгресса Боливии от одного из округов города Эль-Альто в департаменте Ла-Пас. Был переизбран с одним из лучших по стране показателей, превышавших 50 % голосов, и проработал два срока до 2002 года После ухода Феликса Рохаса с поста министра труда на фоне обвинений в коррупции в министерстве Эво Моралес в 2011 году поручил Санталье возглавить министерство.